# Терново-2
Терново-2 — деревня в городском округе Кашира Московской области.

## География
Находится в южной части Московской области на расстоянии приблизительно 2 км на юго-восток по прямой от железнодорожной станции Кашира.

## Население
Постоянное население составляло 124 человека в 2002 году (русские 94 %), 128 в 2010.

## Достопримечательности
Строительный рынок «Перестройка» у северной окраины деревни.